# Recuperatief remmen
Recuperatief remmen is het terugwinnen (recupereren) van in een bewegende massa of voertuig opgeslagen kinetische energie wanneer deze wordt afgeremd. Deze teruggewonnen energie wordt teruggeleverd aan de voedingsbron van waaruit het gevoed wordt. Dit in tegenstelling tot weerstandsremmen waarbij de remenergie rechtstreeks via wrijving of indirect via elektrische weerstanden wordt omgezet in warmte.
Recuperatief remmen wordt voornamelijk toegepast bij elektrische tractie (trein, tram en metro), bij liften en bij hijswerktuigen. Ook moderne elektrische voertuigen, plug-inhybride's en hybride auto’s passen recuperatief remmen toe.

## Principe
Recuperatief remmen maakt gebruik van het feit dat een elektromotor ook als generator kan werken. Door tijdens het (af)remmen de motor – aangedreven door het voertuig of werktuig – als generator te schakelen, zal deze de kinetische energie omzetten in elektrische energie. De opgewekte energie kan vervolgens opgeslagen worden voor toekomstig gebruik, zoals in supercondensatoren, accutreinen, of teruggeleverd worden aan het elektriciteitsnet. Doordat de generator een extra belasting vormt voor het voertuig zal de snelheid hiervan afnemen.

### Voordelen
Recuperatief remmen heeft ten opzichte van de traditionele wrijvingsrem de volgende voordelen:
- Energiebesparing omdat de remenergie omgezet wordt in herbruikbare elektrische energie in plaats van warmte
- Minder slijtage aan de wrijvingsrem

### Beperkingen
Naast de elektrisch recuperatieve remmen blijven wrijvingsremmen noodzakelijk om de volgende redenen:
- Het effect van recuperatief remmen neemt sterk af naarmate de snelheid lager wordt. Een wrijvingsrem is daarom nodig om een voertuig tot complete stilstand te krijgen.
- Als noodmaatregel in geval het recuperatieve remsysteem mocht falen.
- De voedingsbron moet voldoende capaciteit hebben om de opgewekte energie te kunnen opslaan. Dit geldt vooral als er accu’s worden toegepast. Bij tractie-gelijkspanningsvoeding, moeten de onderstations bidirectioneel zijn, dat wil zeggen ze moeten zowel wisselspanning in gelijkspanning kunnen omzetten als gelijkspanning in wisselspanning. Indien de energie niet opgeslagen kan worden of omgezet kan worden, dan moet deze alsnog in warmte omgezet worden.

## Toepassing
Voor treinen is dit systeem van belang in België, waar tussen het vlakkere en lager gelegen Vlaanderen en het hoger gelegen Wallonië anders energie zou verloren gaan bij remmen in de trajecten van zuid naar noord. Locomotieven van de reeks 123, later reeks 23 die in vanaf 1956 in dienst kwamen hadden een recuperatie-uitrusting. Ze werden dan ook voornamelijk ingezet op de lijn naar Luxemburg, een lijn met veel lange hellingen. De elektrische apparatuur werd door ACEC al ultimo zestiger jaren - als eerste in Europa - ontwikkeld voor een klassiek motorstel in België en de thyristorwagens van de Haagse PCCcar in Nederland en daaropvolgend de Brusselse metro. Later werden vele treinstellen, locomotieven en trams, zoals de grote GTL8-materieelserie met recuperatieve remschakelingen uitgerust.
In de autosport, de Formule 1, wordt het systeem vanaf het seizoen 2009 toegepast onder de naam Kinetic Energy Recovery System (KERS). Hierbij wordt gebruik gemaakt van supercondensatoren.